# Nižné Nemecké
Nižné Nemecké este o comună slovacă, aflată în districtul Sobrance din regiunea Košice. Localitatea se află la altitudinea de 115 m deasupra n.m., se întinde pe o suprafață de 7,25 km2 și în 2017 număra 337 de locuitori.

## Istoric
Localitatea Nižné Nemecké este atestată documentar din 1353.

## Demografie
| An:                | 1994 | 2004   | 2014   | 2024   |
| ------------------ | ---- | ------ | ------ | ------ |
| Număr de persoane: | 338  | 334    | 327    | 308    |
| Diferență:         |      | −1,18% | −2,09% | −5,81% |

| An:                | 2023 | 2024   |
| ------------------ | ---- | ------ |
| Număr de persoane: | 311  | 308    |
| Diferență:         |      | −0,96% |